# 1948年のスポーツ

## できごと
- 1月30日～2月8日 - 第5回サンモリッツオリンピック開催
- 4月7日 - 世界保健機関設立
- 6月28日 - 全国高等学校体育連盟発足
- 7月13日 - 改正競馬法公布
- 7月29日～8月14日 - 第14回ロンドンオリンピック開催
- 8月1日 - 自転車競技法公布
- 8月 - ロンドンオリンピック競泳と同じ日程で全日本水上選手権大会が開催され、古橋廣之進と橋爪四郎が未公認ながら、1500メートル自由形で当時の世界記録を上回るタイムを記録する。古橋は400メートル自由形でも、ロンドン五輪の記録を上回る[1]。
- 8月17日 - 横浜ゲーリック球場で日本プロ野球初のナイター試合（読売ジャイアンツ対中日ドラゴンズ）開催
- 9月11日 - 札幌で初の国営競馬開催
- 10月29日 - 大相撲の東富士欽壱、横綱免許
- 11月1日 - 自転車振興会連合会設立
- 11月13日 - 大日本体育会、日本体育協会と改称
- 11月20日 - 日本初の競輪開催
- 学制改革により旧制高等学校による各種競技大会はこの年限りとなる。

## 総合競技大会
- 第5回サンモリッツオリンピック（1月30日～2月8日）

| 第5回サンモリッツオリンピック        | 第5回サンモリッツオリンピック | 第5回サンモリッツオリンピック | 第5回サンモリッツオリンピック | 第5回サンモリッツオリンピック | 第5回サンモリッツオリンピック |
| 順位                                 | 国・地域名                    | 金                            | 銀                            | 銅                            | 計                            |
| ------------------------------------ | ----------------------------- | ----------------------------- | ----------------------------- | ----------------------------- | ----------------------------- |
| 1                                    | ノルウェー                    | 4                             | 3                             | 3                             | 10                            |
| 1                                    | スウェーデン                  | 4                             | 3                             | 3                             | 10                            |
| 3                                    | スイス                        | 3                             | 4                             | 3                             | 10                            |
| 4                                    | アメリカ合衆国                | 3                             | 4                             | 2                             | 9                             |
| 5                                    | フランス                      | 2                             | 1                             | 2                             | 5                             |
| 6                                    | カナダ                        | 2                             | 0                             | 1                             | 3                             |
| 7                                    | オーストリア                  | 1                             | 3                             | 4                             | 8                             |
| 8                                    | フィンランド                  | 1                             | 3                             | 2                             | 6                             |
| 9                                    | ベルギー                      | 1                             | 1                             | 0                             | 2                             |
| 10                                   | イタリア                      | 1                             | 0                             | 0                             | 1                             |
| 詳細はサンモリッツオリンピックを参照 |                               |                               |                               |                               |                               |

- 第14回ロンドンオリンピック（7月29日～8月14日）

| 第14回ロンドンオリンピック       | 第14回ロンドンオリンピック | 第14回ロンドンオリンピック | 第14回ロンドンオリンピック | 第14回ロンドンオリンピック | 第14回ロンドンオリンピック |
| 順位                             | 国・地域名                 | 金                         | 銀                         | 銅                         | 計                         |
| -------------------------------- | -------------------------- | -------------------------- | -------------------------- | -------------------------- | -------------------------- |
| 1                                | アメリカ合衆国             | 38                         | 27                         | 19                         | 84                         |
| 2                                | スウェーデン               | 16                         | 11                         | 17                         | 44                         |
| 3                                | フランス                   | 10                         | 6                          | 13                         | 29                         |
| 4                                | ハンガリー共和国           | 10                         | 5                          | 12                         | 27                         |
| 5                                | イタリア                   | 8                          | 11                         | 8                          | 27                         |
| 6                                | フィンランド               | 8                          | 7                          | 5                          | 20                         |
| 7                                | トルコ                     | 6                          | 4                          | 2                          | 12                         |
| 8                                | チェコスロバキア           | 6                          | 2                          | 3                          | 11                         |
| 9                                | スイス                     | 5                          | 10                         | 5                          | 20                         |
| 10                               | デンマーク                 | 5                          | 7                          | 8                          | 20                         |
| 詳細はロンドンオリンピックを参照 |                            |                            |                            |                            |                            |

- 第3回福岡国体（冬季スケート - 岩手県・1月23日～25日、冬季スキー - 長野県・3月11日～14日、夏季 - 福岡県・9月16日～19日、秋季 - 福岡県・10月29日～11月3日） - 都道府県対抗の形が確立、天皇杯・皇后杯が創設される
天皇杯順位：優勝東京都、第2位福岡県、第3位京都府
皇后杯順位：優勝京都府、第2位東京都、第3位北海道

## アイスホッケー
- スタンレーカップ決勝（1947-1948シーズン）
トロント・メープルリーフス （4勝0敗） デトロイト・レッドウィングス

## アメリカンフットボール
- NFLチャンピオンシップゲーム
フィラデルフィア・イーグルス（東地区） 7-0 シカゴ・カージナルス（西地区）

## 大相撲
- 夏場所（東京明治神宮外苑・5月13日～28日）
幕内最高優勝 : 東富士謹一（10勝1敗,初）
十両優勝 : 國登國生（9勝2敗）
- 秋場所（大阪阿倍野橋仮設国技館・10月15日～25日）
幕内最高優勝 : 増位山大志郎(10勝1敗,初）
十両優勝 : 清惠波一綱（9勝2敗）

## ゴルフ

### 世界4大大会（男子）
- マスターズ優勝者：クロード・ハーモン（アメリカ）
- 全米オープン優勝者：ベン・ホーガン（アメリカ）
- 全英オープン優勝者：ヘンリー・コットン（イギリス）
- 全米プロゴルフ優勝者：ベン・ホーガン（アメリカ）

## 自転車競技

### ロードレース
- 第31回ジロ・デ・イタリア
総合優勝：フィオレンツォ・マーニ（イタリア）
- 第35回ツール・ド・フランス
総合優勝：ジーノ・バルタリ（イタリア）
- 世界自転車選手権男子・プロ個人ロードレース
優勝:ブリック・ショット（ベルギー）

## テニス

### グランドスラム
- 全豪選手権　男子単優勝：エイドリアン・クイスト（オーストラリア）、女子単優勝：ナンシー・ウィン・ボルトン（オーストラリア）
- 全仏選手権　男子単優勝：フランク・パーカー（アメリカ）、女子単優勝：ネリー・アダムソン・ランドリー（フランス）
- ウィンブルドン　男子単優勝：ボブ・ファルケンバーグ（アメリカ）、女子単優勝：ルイーズ・ブラフ（アメリカ）
- 全米選手権　男子単優勝：パンチョ・ゴンザレス（アメリカ）、女子単優勝：マーガレット・オズボーン・デュポン（アメリカ）

ウィンブルドン優勝者のファルケンバーグは、当時はアメリカ国籍であったが、後にブラジルへ移住した。

## バスケットボール
- NBAファイナル（1947-1948シーズン）
ボルティモア・ブレッツ （4勝2敗） フィラデルフィア・ウォリアーズ

## 野球

### 日本

#### プロ野球
- 優勝:南海ホークス　87勝49敗
  - 個人タイトル
    - 最優秀選手　　山本一人（南海ホークス）
    - 首位打者　　　青田昇（読売ジャイアンツ）　．306
    - 本塁打王　　　青田昇（読売ジャイアンツ）　25本
    - 　　　　　　　　　川上哲治（読売ジャイアンツ）
    - 最多安打　　　青田昇（読売ジャイアンツ）　174本
    - 盗塁王　　　　河西俊雄（南海ホークス）　66個
    - 最優秀防御率　中尾碩志（読売ジャイアンツ）　1.84
    - 最多勝利　　　川崎徳次（読売ジャイアンツ）　27勝
    - 　　　　　　　　　中尾碩志（読売ジャイアンツ）
    - 最多奪三振　　中尾碩志（読売ジャイアンツ）　187個
    - 最高勝率　　　別所昭（南海ホークス）　．722

#### 東京六大学野球
- 春 - 神宮・後楽園・東大・戸塚・和泉の各球場を使用。
  - 早大が9勝4敗で優勝。
- 秋 - 神宮・東大・和泉の各球場を使用。
  - 法大が10勝2敗で優勝。

#### 旧制高校野球
- 最後の一高・三高野球戦を開催（通算成績は三高19勝、一高18勝、2分け）

#### 新制高校野球
- 第20回選抜高等学校野球大会決勝（阪神甲子園球場・4月6日）
京都第一商業（京都府） 1-0 京都第二商業（京都府）
- 第30回全国高等学校野球選手権大会決勝（阪神甲子園球場・8月20日）
小倉（福岡県） 1-0 桐蔭（和歌山県）

### アメリカ大リーグ
- ワールドシリーズ
クリーブランド・インディアンス（ア・リーグ） （4勝2敗） ボストン・ブレーブス（ナ・リーグ）

## 誕生
- 1月11日 - 輪島大士（石川県、相撲）
- 1月16日 - 堀内恒夫（山梨県、野球）
- 2月4日 - 三重ノ海剛司（三重県、相撲）
- 2月5日 - スベン・ゴラン・エリクソン（スウェーデン、サッカー）
- 2月13日 - 監物永三（岡山県、体操）
- 2月15日 - 大古誠司（神奈川県、バレーボール）
- 2月16日 - 魁傑將晃（山口県、相撲）
- 2月26日 - 門田博光（奈良県、野球）
- 3月4日 - レロン・リー（アメリカ、野球）
- 3月8日 - 加藤喜代美（北海道、レスリング）
- 4月3日 - 玉国光男（山口県、野球）
- 5月15日 - 江夏豊（兵庫県、野球）
- 5月24日 - 加藤秀司（静岡県、野球）
- 7月29日 - 山田久志（秋田県、野球）
- 8月12日 - 石渡茂（神奈川県、野球）
- 8月19日 - 柴田政人（青森県、競馬）
- 9月19日 - 三村敏之（広島県、野球）
- 9月21日 - 百田光雄（東京都、プロレス）
- 10月22日 - 伊藤正徳（北海道、競馬）
- 10月31日 - 岡部幸雄（群馬県、競馬）
- 11月15日 - 湯木博恵（岡山県、バドミントン）
- 11月16日 - 増位山太志郎（兵庫県、相撲）
- 11月20日 - 篠塚建次郎（東京都、ラリードライバー）
- 12月6日 - ケケ・ロズベルグ（フィンランド、レーシングドライバー）
- 12月18日 - 福永洋一（高知県、競馬）

## 死去
- 2月2日 - ベビル・ラッド（南アフリカ、陸上競技、*1894年）
- 8月16日 - ベーブ・ルース（アメリカ、野球、*1895年）
- 11月23日 - ハック・ウィルソン（アメリカ、野球、*1900年）
- 12月3日 - 式守伊之助 (16代)（山形県、相撲、*1892年）
- 12月13日 - 小島烏水（香川県、登山家、*1873年）